# W-39
W-39 — тральщик Імперського флоту Японії, який взяв участь у Другій світовій війні.
Корабель, який належить до типу W-19, спорудили у 1944 році на верфі Harima Shipbuilding в Айой.
На початку липня 1944-го W-39 включили до 21-го дивізіону тральщиків, а вже 12 липня він вийшов у море в складі охорони конвою MI-11, що прямував із японського порту Моджі до Мірі (центр нафтовидобутку на північно-західному узбережжі Борнео). 21 липня конвой прибув до Такао (наразі Гаосюн на Тайвані), де зупинився на кілька діб, тоді як W-38 попрямував на південь і 26—28 липня супроводив від філіппінського острова Лусон об'єднаний конвой MATA-25/YUTA-09, який прямував з Маніли/ Юліна (порт на острові Хайнань) до Такао. 29 липня MI-11 рушив далі, а 31 липня у Лусонській протоці цей конвой атакували американські підводні човни, яким вдалось потопити 4 та пошкодити 2 транспорти (загинуло близько 4 тисяч японських військовослужбовців). Після цього W-39 провів кілька діб у південній частині протоки, потім здійснив рейс до Такао, а 5—6 серпня охороняв проведення на буксирі транспорту «Дакар-Мару» (був пошкоджений при нападі на MI-11 та доведений до затоки Сан-Фернандо на острові Лусон, де його й покинули). 9 серпня W-39 досягнув Маніли (рештки MI-11 прибули туди ще 3 серпня).
10—15 серпня 1944-го W-39 пройшов з Маніли до Такао, при цьому невдовзі після виходу він отримав наказ приєднатись до конвою MATA-26, який вже втратив від атаки субмарини один транспорт. 22—28 серпня тральщик повернувся назад до Маніли в ескорті конвою TAMA-24, зі складу якого жертвами підводних човнів стали два транспорти і есмінець охорони.
31 серпня — 2 вересня 1944-го W-39 виходив з Маніли для зустрічі транзитного конвою HI-73 (формування з таким кодом ходили між Японією та Сінгапуром), а 6—17 вересня пройшов до Такао, спершу ескортуючи конвой MATA-27, а потім MI-14 (Мірі — Моджі), причому останній втратив при нападі підводних човнів два транспорти.
Наступні два тижні тральщик переважно виконував протичовнові завдання в районі Такао та у Лусонській протоці, а 1—8 жовтня 1944-го супроводив на більшій частині маршруту конвой TAMA-29. 10 жовтня W-39 перейшов до охорони зустрічного конвою MATA-29, при цьому через очікування атаки ворожого авіаносного з'єднання на Формозу загін невдовзі зупинився на якірній стоянці біля острова Калаян (Лусонська протока). Удар по Формозі дійсно відбувся, а 18 жовтня всі чотири транспорти MATA-29 були потоплені авіацією біля Калаяна (втім, ймовірно на той час W-39 не перебував разом з конвоєм, оскільки відомо, що 16 жовтня він прибув до Такао).
У наступні кілька тижнів тральщик неодноразово відвідував Такао та Мако (важлива база ВМФ на Пескадорських островах у південній частині Тайваньської протоки), а також виходив до місця розгрому підводними човнами конвою MOMA-05, який віз підкріплення на Філіппіни (на той час союзники вже висадились у цьому архіпелазі) і втратив 5 транспортів, унаслідок чого загинуло близько 5,5 тисячі військовослужбовців.
20—29 листопада 1944-го W-39 супроводив на більшій частині маршруту (від Такао до району затоки Лапок-Бей) конвой TAMA-32B, після чого відокремився та попрямував назад на північ. Таке саме завдання тральщик виконав 5—11 грудня з конвоєм TAMA-35.
До середини січня 1945-го W-39 ніс патрульно-ескортну службу з базуванням на Такао, під час якої, зокрема, виходив 20 грудня 1944-го для порятунку вцілілих із потопленого кайбокана (фрегата) CD-54, пройшов 24—31 грудня за маршрутом Такао — Гонконг — Такао з конвоями TAHO-04 і TAHA-02, а також пройшов 16—18 січня 1945-го з конвоєм TAKI-7 з Такао до Кіруна (наразу Цзілун на північному завершенні Тайваню). 19—29 січня тральщик супроводив з Кіруну до Японії конвой TAMO-37A.
Наприкінці березня 1945-го W-39 перебував у Кіруні, звідки 28 березня повів на північ конвой TAMO-51, який 2 квітня був атакований ворожою субмариною і втратив 3 з 4 транспортів.
24 квітня 1945-го W-39 разом зі ще одним тральщиком W-41 вийшли з Кіруна з метою перейти до Моджі. Невдовзі після опівночі W-41 був потоплений підводним човном, тоді як W-39 підібрав близько вісімдесяти членів екіпажу загиблого корабля.
20 липня 1945-го у Жовтому морі за пів сотні кілометрів на захід від корейського порту Мокпо W-39 був торпедований і потоплений американським підводним човном «Тредфін».